# 國峰照子
國峰 照子（くにみね てるこ、1934年12月24日 - ）は、日本の詩人。日本文藝家協会、日本現代詩人会会員。

## 経歴
1934年、群馬県高崎市生まれ。上野学園短期大学音楽科作曲楽理専攻卒。
1987年、投稿により第4回ラ・メール新人賞を受賞。

## 著作

### 詩集
- 玉ねぎのBlack Box（1987年、思潮社）
- 4×4＝16
- 流れつきしものの（1991年、思潮社）
- 開演前（1995年、書肆山田）
- CARDS（2006年、風狂舎）
- ドン・キホーテ異聞（2011年、思潮社）
- 現代詩文庫 國峰照子詩集（2015年、思潮社）

### エッセイ
- 『二十歳のエチュード』の光と影のもとに（2014年、洪水企画）